# Carlo Gonzaga (marchese 1618)
Carlo Gonzaga (2 giugno 1618 – 19 settembre 1685) fu marchese e principe di Vescovato dal 1635 fino alla sua morte.

## Biografia
Era figlio di Francesco Giovanni Gonzaga, marchese e principe di Vescovato, alla morte del padre gli succedette al titolo di marchese.
Non ebbe discendenti e alla sua morte il titolo passò al fratello Sigismondo.
Nel 1634 il matematico e monaco italiano Vittorio Siri (1608-1685) pubblicherà sotto i suoi auspici la sua opera principale, le Propositiones mathematicae.

## Ascendenza
|                                                   |   |                                              | Genitori                                         |  |  | Nonni |  |  | Bisnonni                                     |  |  | Trisnonni                                  |  |
|                                                   |   |                                              |                                                  |  |  |       |  |  | Sigismondo II Gonzaga, marchese di Vescovato |  |  | Sigismondo I Gonzaga, signore di Vescovato |  |
|                                                   |   |                                              |                                                  |  |  |       |  |  | Sigismondo II Gonzaga, marchese di Vescovato |  |  | Sigismondo I Gonzaga, signore di Vescovato |  |
|                                                   |   | Antonia Pallavicini                          |                                                  |  |  |       |  |  | Sigismondo II Gonzaga, marchese di Vescovato |  |  |                                            |  |
| Carlo Gonzaga, marchese di Vescovato              |   |                                              |                                                  |  |  |       |  |  | Sigismondo II Gonzaga, marchese di Vescovato |  |  |                                            |  |
|                                                   |   | Lavinia Rangoni                              | Guido II Rangoni, conte di Castelcrescente       |  |  |       |  |  |                                              |  |  |                                            |  |
|                                                   |   | Lavinia Rangoni                              | Guido II Rangoni, conte di Castelcrescente       |  |  |       |  |  |                                              |  |  |                                            |  |
|                                                   |   | Lavinia Rangoni                              | Argentina Pallavicina                            |  |  |       |  |  |                                              |  |  |                                            |  |
| Francesco Giovanni Gonzaga, marchese di Vescovato |   | Lavinia Rangoni                              |                                                  |  |  |       |  |  |                                              |  |  |                                            |  |
|                                                   |   | Besso Ferrero-Fieschi, marchese di Masserano | Filiberto Ferrero-Fieschi, marchese di Masserano |  |  |       |  |  |                                              |  |  |                                            |  |
|                                                   |   | Besso Ferrero-Fieschi, marchese di Masserano | Filiberto Ferrero-Fieschi, marchese di Masserano |  |  |       |  |  |                                              |  |  |                                            |  |
|                                                   |   | Besso Ferrero-Fieschi, marchese di Masserano | Bartolomea Fieschi                               |  |  |       |  |  |                                              |  |  |                                            |  |
| Emilia Olimpia Ferrero-Fieschi                    |   | Besso Ferrero-Fieschi, marchese di Masserano |                                                  |  |  |       |  |  |                                              |  |  |                                            |  |
|                                                   |   | Camilla Sforza di Santa Fiora                | Bosio II Sforza, conte di Santa Fiora            |  |  |       |  |  |                                              |  |  |                                            |  |
|                                                   |   | Camilla Sforza di Santa Fiora                | Bosio II Sforza, conte di Santa Fiora            |  |  |       |  |  |                                              |  |  |                                            |  |
|                                                   |   | Camilla Sforza di Santa Fiora                | Costanza Farnese                                 |  |  |       |  |  |                                              |  |  |                                            |  |
| Carlo Gonzaga, marchese di Vescovato              |   | Camilla Sforza di Santa Fiora                |                                                  |  |  |       |  |  |                                              |  |  |                                            |  |
|                                                   | … | …                                            |                                                  |  |  |       |  |  |                                              |  |  |                                            |  |
|                                                   | … | …                                            |                                                  |  |  |       |  |  |                                              |  |  |                                            |  |
|                                                   | … | …                                            |                                                  |  |  |       |  |  |                                              |  |  |                                            |  |
| Rocco Flameni                                     | … |                                              |                                                  |  |  |       |  |  |                                              |  |  |                                            |  |
|                                                   |   | …                                            | …                                                |  |  |       |  |  |                                              |  |  |                                            |  |
|                                                   |   | …                                            | …                                                |  |  |       |  |  |                                              |  |  |                                            |  |
|                                                   |   | …                                            | …                                                |  |  |       |  |  |                                              |  |  |                                            |  |
| Camilla Ponzoni                                   |   | …                                            |                                                  |  |  |       |  |  |                                              |  |  |                                            |  |
|                                                   |   | …                                            | …                                                |  |  |       |  |  |                                              |  |  |                                            |  |
|                                                   |   | …                                            | …                                                |  |  |       |  |  |                                              |  |  |                                            |  |
|                                                   |   | …                                            | …                                                |  |  |       |  |  |                                              |  |  |                                            |  |
| Cornelia Dati                                     |   | …                                            |                                                  |  |  |       |  |  |                                              |  |  |                                            |  |
|                                                   |   | …                                            | …                                                |  |  |       |  |  |                                              |  |  |                                            |  |
|                                                   |   | …                                            | …                                                |  |  |       |  |  |                                              |  |  |                                            |  |
|                                                   |   | …                                            | …                                                |  |  |       |  |  |                                              |  |  |                                            |  |
|                                                   |   | …                                            |                                                  |  |  |       |  |  |                                              |  |  |                                            |  |